# The Desert Trail
Pour plus de détails, voir Fiche technique et Distribution.
The Desert Trail est un film américain réalisé par Lewis D. Collins, sorti en 1935.

## Synopsis
John Scott, un as du rodéo, et Kansas Charlie arrivent à Rattlesnake Gulch pour toucher la prime due à John. Comme l'employé ne veut pas leur donner le montant prévu, ils le convainquent en le menaçant de leurs armes. Mais peu après leur départ, cet employé est tué lors d'un véritable hold-up. John et Kansas vont être accusés...

## Fiche technique
- Titre original : The Desert Trail
- Réalisation : Lewis D. Collins
- Scénario : Lindsley Parsons
- Direction artistique : E. R. Hickson
- Photographie : Archie Stout
- Son : John Stransky Jr.
- Montage : Carl Pierson
- Production : Paul Malvern
- Société de production : Lone Star Productions
- Société de distribution : Monogram Pictures
- Pays d'origine :  États-Unis
- Langue originale : anglais
- Format : noir et blanc — 35 mm — 1,37:1 — son Mono
- Genre : Western
- Durée : 54 minutes
- Date de sortie :
  - États-Unis : 22 avril 1935
- Licence : Domaine public

## Distribution
- John Wayne : John Scott
- Mary Kornman : Anne
- Paul Fix : Jim
- Eddy Chandler : Kansas Charlie
- Carmen Laroux (en) : Juanita
- Lafe McKee : le shérif de Poker City
- Al Ferguson : Pete
- Henry Hall : Farnsworth
- Frank Brownlee : le shérif de Rattlesnake Gulch